# 1013
Évszázadok: 10. század – 11. század – 12. század
Évtizedek: 960-as évek – 970-es évek – 980-as évek – 990-es évek – 1000-es évek – 1010-es évek – 1020-as évek – 1030-as évek – 1040-es évek – 1050-es évek – 1060-as évek
Évek: 1008 – 1009 – 1010 – 1011 –  1012 – 1013 – 1014 – 1015 – 1016 – 1017 – 1018

## Események
- Villásszakállú Svend dán király megtámadja Angliát, II. Ethelred angol király Normandiába menekül. Svend lesz Anglia királya.
- A lengyelek kivonulnak Pomerániából.
- A zsidókat kiűzik a Córdobai Kalifátusból.

## Születések
- szeptember 22. – Richeza (vagy Rixa) lengyel hercegnő, magyar királyné, I. Béla felesége, I. Géza és Szent László anyja († 1075)